# 川島圭司
川島 圭司（かわしま けいじ、1983年7月3日 - ）は、滋賀県出身の競艇選手。登録番号4254。身長167cm。血液型O型。93期。滋賀支部所属。同期に渡辺浩司、岡祐臣、長田頼宗らがいる。

## 来歴
- やまと競艇学校時代、リーグ戦勝率5.34（準優出5　優出4）の成績を残した。
- 2003年11月15日、三国競艇場でデビュー（6着）。
- 2004年5月8日、平和島競艇場での「第18回関東競艇専門紙記者クラブ杯」初日2Rで初勝利（61走目）。
- 2010年1月19日、浜名湖競艇場での「G1共同通信社杯 第24回新鋭王座決定戦競走」にG1初出場。
- 2012年6月27日、琵琶湖競艇場での「あじさい競走」で初優勝（優出19回目）。
- 2012年7月5日、徳山競艇場での「G1徳山クラウン争奪戦 開設59周年記念」2日目5RでG1初勝利[1]。